# ジェイソン・ストルテンバーグ
ジェイソン・ストルテンバーグ（Jason Stoltenberg, 1970年4月4日 - ）は、オーストラリア・ニューサウスウェールズ州ナラブリ出身の元男子プロテニス選手。1996年のウィンブルドンで、男子シングルスのベスト4に入った選手である。自己最高ランキングはシングルス19位、ダブルス23位。ATPツアーでシングルス4勝、ダブルス5勝を挙げた。右利き、バックハンド・ストロークは片手打ち。

## 経歴
10歳からテニスを始め、1987年にプロ入り。最初はジュニア選手のトーナメントに出場し、1987年全豪オープンの男子ジュニア部門でシングルス・ダブルス優勝、1987年ウィンブルドンジュニア男子ダブルス優勝、1988年全豪オープンジュニア男子ダブルス優勝を記録した。ジュニアのダブルスで優勝したパートナーは、すべてトッド・ウッドブリッジであった。1988年全豪オープンでは、本戦でもステファン・エドベリとの4回戦まで進出している。1989年4月にジャパン・オープンで初来日し、シングルス準々決勝に進出した。1990年4月末、シンガポール大会でマーク・クラッツマンと組んで男子ツアー大会のダブルスに初優勝を果たし、この年にダブルスで年間3勝を記録する。1990年まではウッドブリッジと組んだダブルス戦出場も多かったが、やがてウッドブリッジはストルテンバーグと離れ、マーク・ウッドフォードとのコンビで「ウッディーズ」と呼ばれるようになった。1993年1月、全豪オープン前哨戦の「NSWオープン」男子ダブルスで、ストルテンバーグは同じ年のサンドン・ストールと組んで優勝したが、これが彼の最後のツアー大会ダブルス優勝になった。
1993年6月、ストルテンバーグはイギリス・マンチェスター大会（ウィンブルドン選手権の前哨戦の1つ）の決勝戦でウォーリー・マスーを破り、シングルス初優勝を果たす。1996年のウィンブルドンで、ストルテンバーグは男子シングルスのベスト4進出を果たし、ここで4大大会自己最高成績を出した。1996年のウィンブルドン選手権は、大会第2週に入ってから試合日程が雨で大幅に遅れ、とりわけ準々決勝・準決勝への影響が大きかった。ストルテンバーグは準々決勝で1992年・1994年の準優勝者ゴラン・イワニセビッチを破った後、準決勝でリカルト・クライチェクに 5-7, 2-6, 1-6 のストレートで敗れた。ウィンブルドン選手権終了後、彼はアトランタ五輪にもオーストラリア代表選手として出場し、シングルス2回戦でデンマーク代表のケネス・カールセンに敗退した。
1997年5月のコーラルスプリングス大会（アメリカ・フロリダ州開催）2連覇を最後に、ストルテンバーグは男子ツアーの優勝から見放され、それ以後は5度の準優勝で止まった。1998年のシーズンは、前半に3大会で準優勝した後、それまで好成績のなかった全仏オープンで自己最高の4回戦進出を記録している。彼は男子テニス国別対抗戦・デビスカップのオーストラリア代表選手としても、1989年・1993年・1996年・1998年の4度出場した。デ杯通算成績は9勝5敗で、起用された試合はすべてシングルスであった。2001年6月、ウィンブルドン2回戦でフアン・カルロス・フェレーロに 6-7, 6-4, 3-6, 7-6, 3-6 で敗れた試合を最後に、ジェイソン・ストルテンバーグは31歳で現役を退いた。